# Timotheosbreven
Timotheosbreven är en samlingsbeteckning för Första och Andra Timotheosbrevet, två av Nya Testamentets skrifter i Bibeln.
Tillsammans med Titusbrevet ingår de i Pastoralbreven. Det är brev som anses skrivna av Paulus, som uppmanade församlingsföreståndare att vaka över ordningen vid gudstjänsterna.

## Vad vet vi om Timoteus
Timoteus förekommer flera gånger i Nya Testamentet. Han kom från Lystra i Kappadokien i sydöstra Turkiet. Hans pappa var grek och mormor och mamma var judinnor. Dessa kvinnor undervisade Timoteus i skriftens budskap efter att ha lyssnat till Paulus under dennes första resa i Kappadokien omkring år 45.
Timoteus följde med Paulus på dennes två senare resor och därefter blev han församlingsledare. Paulus stöttar honom i detta arbete (Tim 4:12).

## De två breven
I det första brevet är Timoteus i Efesus, en hamnstad i västra Mindre Asien. Paulus uppmanar sin unge lärling att vara uppmärksam på alla som förkunna falska läror (1 Tim 1:4).
| ”                     | Låt ingen se ner på dig för att du är ung, utan var en förebild för de troende i allt du säger och gör, i kärlek, tro och renhet | „ |
| – Paulus (1 Tim 4:12) | |   |

I det andra brevet nämner Paulus de två förmödrarna som undervisade Timoteus, mormor Lois och mor Eunice (2 Tim 1:5).